# John Litchfield
John Shirley Sandys Litchfield (ur. 27 sierpnia 1903, zm. 31 maja 1993) – brytyjski polityk Partii Konserwatywnej, deputowany Izby Gmin.

## Działalność polityczna
W okresie od 8 października 1959 do 31 marca 1966 reprezentował okręg wyborczy Chelsea w brytyjskiej Izbie Gmin.